# سیارک ۲۴۹۵
سیارک ۲۴۹۵ (به انگلیسی: 2495 Noviomagum، نامگذاری:7071P-L) دو هزار و چهارصد و نود و پنجمین سیارک کشف شده‌است که در ۱۷ اکتبر ۱۹۶۰ کشف شد.
قدر مطلق سیارک برابر ۱۵٫۵۰ است.